# 1307

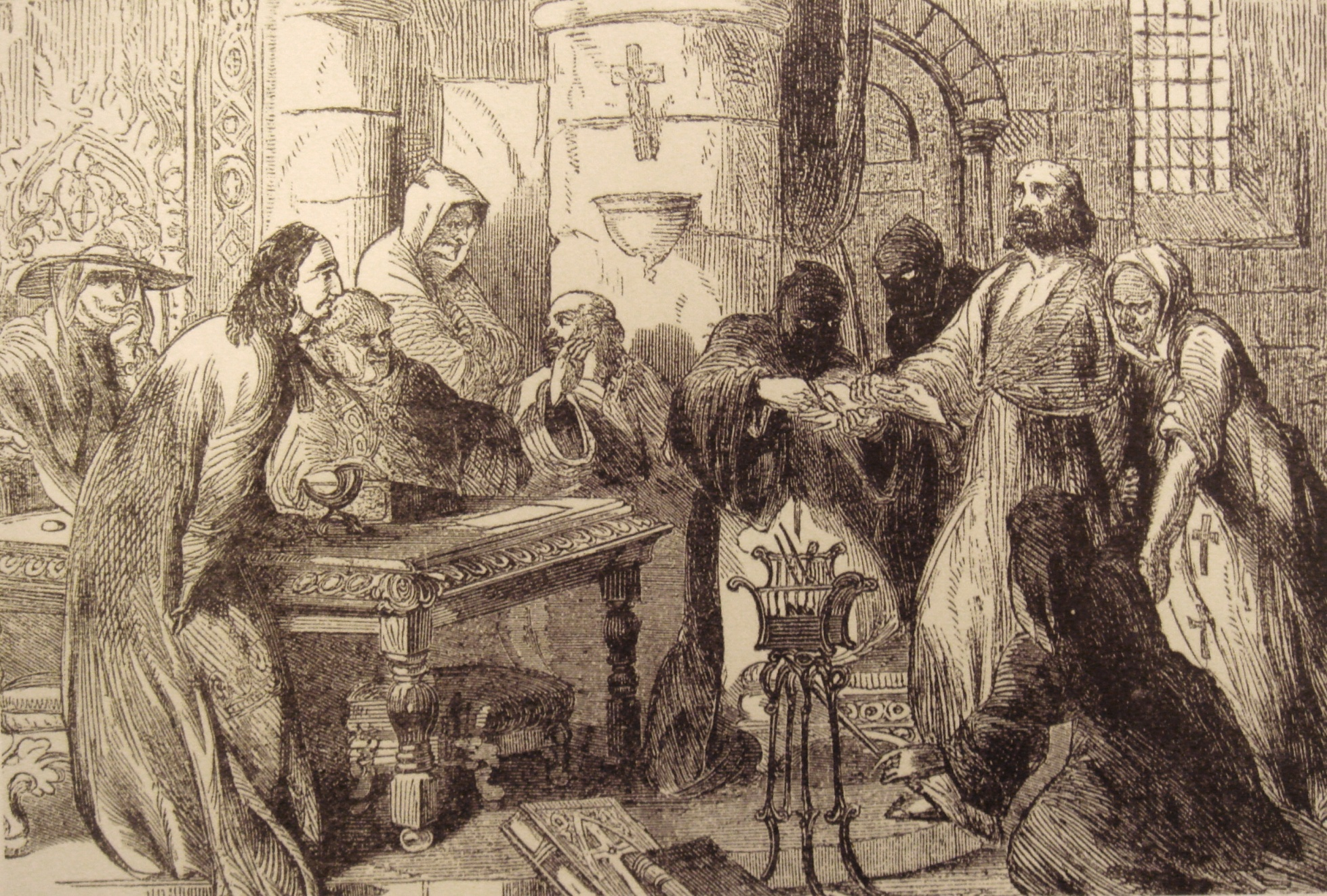
Jacques de Molay, grootmeester der Tempeliers, wordt ondervraagd

Het jaar 1307 is het 7e jaar in de 14e eeuw volgens de christelijke jaartelling.

## Gebeurtenissen
januari
- 16 - Bernard Gui wordt benoemd tot inquisiteur in Toulouse.
- januari - de latere koning Filips V van Frankrijk trouwt met Johanna van Bourgondië

mei
- 7 - De Tempeliers in Ieper worden door Franse ridders vermoord.

juli
- 7 - Engeland - Eduard I van Engeland opgevolgd door zijn zoon Eduard II. de eerste daad van Eduard II is het terugroepen van zijn vriend Piers Gaveston.

augustus
- Edward II  schenkt Gaveston de titel Graaf van Cornwall.

oktober
- 13 - Vele Tempeliers in Frankrijk worden op bevel van koning Filips IV gearresteerd en opgesloten in het kasteel van Chinon.

november
- 18 - Wilhelm Tell schiet een pijl door een appel op het hoofd van zijn zoontje. (legende)
- 22 - In de bul Pastoralis praeeminentiae geeft paus Clemens V bevel tot het arresteren van alle Tempeliers. Hun bezittingen vervallen aan de kerk.

zonder datum
- Het Sultanaat van Rûm wordt opgeheven.
- Angoulême gaat over naar het Franse kroondomein.
- In de bul Rex regnum zendt paus Clemens V zeven Franciscanen als afgezanten naar China, en benoemt de daar al aanwezige Giovanni da Montecorvino tot aartsbisschop van Beijing.
- Halmstad krijgt stadsrechten
- oudst bekende vermelding: Bokhoven

## Opvolging
- Armenië - Leo IV opgevolgd door zijn oom Oshin
- Blois - Hugo II opgevolgd door zijn zoon Gwijde I
- Bohemen - Rudolf I opgevolgd door Hendrik van Karinthië
- kanaat van Chagatai - Duwa opgevolgd door Könchek
- Khmer - Indravarman opgevolgd door Indrajayavarman
- Oostenrijk - Rudolf III opgevolgd door zijn broer Frederik de Schone
- Paderborn - Otto van Rietberg opgevolgd door Günther I van Schwalenberg
- Schwerin-Neustadt - Günzel V opgevolgd door zijn halfbroer Hendrik III
- Yuan-dynastie (China) - Chengzong opgevolgd door Wuzong

## Afbeeldingen

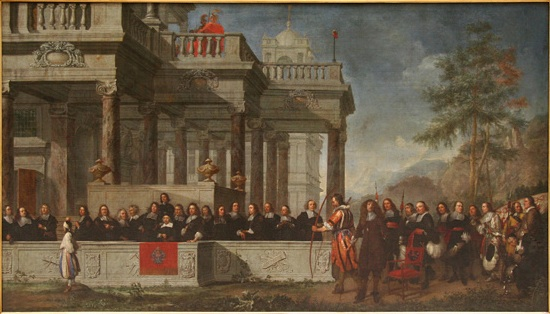
legende van Wilhelm Tell

## Geboren
- 3 januari - Otto IV, hertog van Neder-Beieren

datum onbekend
- Adolf I van Nassau-Wiesbaden-Idstein, graaf van Nassau-Wiesbaden-Idstein
- Eleonora van Castilië, echtgenote van Alfons IV van Aragon
- Hendrik I van Nassau-Beilstein, graaf van Nassau-Beilstein (jaartal bij benadering)

## Overleden
- 23 april - Johanna van Akko (~34), Engels prinses
- 4 juli - Rudolf I/III (~25), hertog van Oostenrijk (1298-1307) en koning van Bohemen (1306-1307)
- 7 juli - Eduard I (68), koning van Engeland (1272-1307)
- 11 oktober - Catharina van Courtenay (~33), titulair keizerin van Constantinopel
- 7 november - Hethum II, koning van Armenië (1293-1298, 1299-1301)
- 7 november - Leo IV, koning van Armenië (1303-1307)
- 23 november - Diether III van Nassau (~57), aartsbisschop en keurvorst van Trier
- 9 november - Hendrik III van Anhalt, Duits edelman
- Constance van Sicilië (~76), echtgenote van Johannes III Doukas Vatatzes
- Günzel V van Schwerin, Duits edelman
- Hugo II van Blois (~49), Frans edelman
- Opicius Adornes, Italiaans-Vlaams hoveling
- Otto IV van Tecklenburg (~47), Duits edelman
- Temür Khan (Chengzong), keizer van China (1294-1307)